# Purificación Angue Ondo
Purificación Angue Ondo (ur. 1945 w Mongomo) – dyplomata i polityk, minister ds. promowania kobiet Gwinei Równikowej w latach 1985–1996, ambasador w Stanach Zjednoczonych w latach 2005–2013, ambasador w Hiszpanii od 24 września 2013 roku.

## Życiorys
Od 1964 roku pracowała jako nauczycielka w szkole i została jedną z pierwszych kobiet w Gwinei Równikowej, które studiowały na uniwersytecie. Następnie pracowała w Ministerstwie Spraw Zagranicznych Gwinei Równikowej. 4 grudnia 1968 roku została aresztowana za poglądy sprzeczne z reżimem Francisco Macías Nguemy. W ciągu kolejnych pięciu lat była wielokrotnie aresztowana, wobec czego zdecydowała się uciec do sąsiedniego Gabonu. Spędziła tam siedem lat, ucząc języka hiszpańskiego w szkole średniej.
W 1980 roku powróciła do kraju po zamachu stanu dokonanym przez bratanka poprzedniego przywódcy, Teodoro Obianga. W 1981 roku została wiceministrem do spraw pracy, bezpieczeństwa społecznego i promowania kobiet. W 1985 roku została ministrem ds. promowania kobiet i pełniła tę funkcję przez 11 lat.
Karierę dyplomatyczną rozpoczęła, pracując w ambasadach Gwinei Równikowej w Czadzie, Kamerunie, Republice Konga i Republice Środkowoafrykańskiej. Zajmowała także stanowiska w Organizacji Narodów Zjednoczonych, Partii Demokratycznej Gwinei Równikowej oraz organizacjach pozarządowych.
W latach 2005–2013 była ambasadorem Gwinei Równikowej w Stanach Zjednoczonych z akredytacją w Meksyku i Panamie. W 2013 roku zastąpiła Narciso Edu Ntugu jako pierwsza kobieta na stanowisku ambasadora w Hiszpanii. 24 września 2013 roku złożyła listy uwierzytelniające na ręce króla Jana Karola I.
Angue Ondo jest jedynaczką i matką szóstki dzieci.
Odznaczona Orderem Niepodległości (1983) oraz dwukrotnie Wielkim Krzyżem Orderu Niepodległości (1988, 1999) za pracę na rzecz praw człowieka i praw kobiet. W czerwcu 2014 roku otrzymała tytuł damy Bardzo Zaszczytnego Międzynarodowego Bractwa Rycerzy Don Kichota przyznawany przez hiszpańską fundację Césara Egido Serrano.